# Governo Löfven III
O Governo Löfven III foi um governo liderado por Stefan Löfven, e empossado em 9 de julho de 2021, sucedendo ao Governo Löfven II. 

Esteve em exercício de funções até 30 de novembro de 2021, data em que foi sucedido pelo Governo Andersson, dirigido por Magdalena Andersson.

Foi um governo minoritário de coalizão constituído pelo Partido Social-Democrata e pelo Partido Verde, com o apoio parlamentar do Partido Liberal e do Partido do Centro. 
| Governo            | Primeiro-ministro | Partidos                               | Ideologia                    |
| ------------------ | ----------------- | -------------------------------------- | ---------------------------- |
| Governo Löfven III | Stefan Löfven     | Partido Social-Democrata Partido Verde | Social-democracia Ecologismo |

## Composição do governo
Gabinete apresentado em 9 de julho de 2021:

| Pasta                                           | Titular             | Partido                  |
| ----------------------------------------------- | ------------------- | ------------------------ |
| Primeiro-Ministro                               | Stefan Löfven       | Partido Social-Democrata |
| Ministra da Educação                            | Anna Ekström        | Partido Social-Democrata |
| Ministra das Finanças                           | Magdalena Andersson | Partido Social-Democrata |
| Ministra do Mercado Financeiro                  | Åsa Lindhagen       | Partido Verde            |
| Ministra dos Negócios Estrangeiros              | Ann Linde           | Partido Social-Democrata |
| Ministro dos Assuntos Europeus e da Democracia  | Hans Dahlgren       | Partido Social-Democrata |
| Ministra da Paridade de Género e da Habitacão   | Märta Stenevi       | Partido Verde            |
| Ministro da Seguranca Social                    | Ardalan Shekarabi   | Partido Verde            |
| Ministro da Defesa                              | Peter Hultqvist     | Partido Social-Democrata |
| Ministra do Mercado de Trabalho                 | Eva Nordmark        | Partido Social-Democrata |
| Ministro da Justica e das Migracões             | Morgan Johansson    | Partido Social-Democrata |
| Ministro do Interior                            | Mikael Damberg      | Partido Social-Democrata |
| Ministra do Comércio Exterior                   | Anna Hallberg       | Partido Social-Democrata |
| Ministra dos Assuntos Civis                     | Lena Micko          | Partido Social-Democrata |
| Ministra da Educacão Superior e da Investigacão | Matilda Ernkrans    | Partido Social-Democrata |
| Ministro do Ambiente e do Clima                 | Per Bolund          | Partido Verde            |
| Ministro da Indústria                           | Ibrahim Baylan      | Partido Social-Democrata |
| Ministra da Cultura e da Democracia             | Amanda Lind         | Partido Verde            |
| Ministra dos Assuntos Nórdicos                  | Anna Hallberg       | Partido Social-Democrata |
| Ministra dos Desportos                          | Amanda Lind         | Partido Verde            |
| Ministra dos Assuntos Sociais                   | Lena Hallengren     | Partido Social-Democrata |